# ゴルリッツ＝タルヌフ攻勢
ゴリリッツ＝タルノフ攻勢（ゴリリッツ＝タルノフこうせい）は、第一次世界大戦中の1915年春に東部戦線中央部で行われたドイツ帝国とオーストリア＝ハンガリー帝国による攻勢である。当初目的はオーストリア＝ハンガリー帝国へのロシア軍の圧力を緩和させるためであったが、結果的にこの攻勢でロシア軍は全戦線で潰走状態に陥り、ロシア領まで撤退することになった。

## 背景
第一次世界大戦勃発後、オーストリア＝ハンガリー軍は、ガリツィアでロシア軍と激突したが、次第にロシア軍に圧迫され、10月にはプシュムィシルの要塞を除いて、ほぼガリツィア全域から駆逐された。オーストリア・ハンガリー軍は、サラエボ事件によって直接的に戦争の火種となったセルビアへも、8月に侵攻したが、こちらもセルビア軍の反撃を受けて失敗し、約10万人の損害を出して、なにも達成できなかった。
1914年の冬から1915年春の間、コンラードは、プシュムィシルの包囲を解くために、カルパティア山脈越えの攻勢作戦を実施したが、地形不良で、病気と凍傷により、オーストリア＝ハンガリー軍は、大損害をだして前進できず、3月22日にはプシュムィシル要塞は陥落した。プシュムィシル要塞の攻囲戦とカルパティア山脈での戦闘で、オーストリア＝ハンガリー軍は、約百万人の損害をだし、その損害から立ち直ることは出来なかった。
1915年の春には、イタリア王国が協商国側で参戦するのは時間の問題と見られており、さらに、ルーマニア王国が協商国側で参戦する可能性があった。当時、オーストリア＝ハンガリー軍の士気はガタガタで、ドイツ陸軍総司令部 (OHL) では、オーストリア＝ハンガリー軍の崩壊すら懸念される状況であった。このため、ドイツ軍側では、オーストリア＝ハンガリーへのロシア軍圧力を緩和させる方策が検討された。ドイツ軍の掴んでいる情報では、西部戦線での英仏軍の攻勢は夏以降になる見込みであったので、ドイツ軍参謀総長のファルケンハイン大将は、西部戦線から兵力を抽出し、オーストリア＝ハンガリー軍からも兵力を出させて、ゴルリッツ＝タルヌフ地区で、ロシア軍を攻撃することにした。

## 経過
この共同作戦はファルケンハインが、ドイツ軍とオーストリア＝ハンガリー軍を指揮することになった。参加部隊にはオーストリア・ハンガリー第4軍（ヨーゼフ・フェルディナント・フォン・エスターライヒ）も含まれていた、ドイツ軍は西部戦線から列車500両を用いて8個師団を抽出し、新設の第11軍司令官には、アウグスト・フォン・マッケンゼン、参謀長にはハンス・フォン・ゼークトがあてられた。ドイツ第11軍はロシア第3軍と相対し、ロシア第3軍は18個師団半と5個騎兵師団半を有していた。
マッケンゼンの軍は列車砲を装備していた。この列車砲は本来フランスとベルギーの要塞を粉砕することを意図して作られたものである。ドイツ軍は飛行船、電話網を活用して、砲撃のための正確な観測が可能であった。なお直接砲撃は弾薬が不足している場合に有効であるが、この時ドイツ、オーストリア＝ハンガリー両軍は合計で3万発しか攻撃用の砲弾分の備蓄しか持っていなかった。整備されていない道での機動力を上げるために、ドイツの各師団はオーストリア＝ハンガリー帝国から200両の馬車と運転手が供与された。
ファルケンハインは陸軍司令部をシュレジエンへと移し、オーストリア＝ハンガリー帝国の司令部と1時間以内にアクセスできるようになった。スパイ工作を防ぐためにこの地から住民を追い出した。攻勢の前に、北のドイツ第9軍と第10軍はリガ方面への牽制攻撃を行った。4月22日にドイツ軍はイーペル周辺で初の毒ガスによる攻撃を開始したが、西部戦線での連合国の注意をそらすための作戦であるとすぐに察知されてしまった。ドイツ第11軍は10個歩兵師団と1個騎兵師団を有しており、126000の兵と、457の野砲、159の重砲、96の迫撃砲を装備していた。一方相対したロシア軍は5個師団のみで、60000の兵と141の野砲と4つの重砲のみの装備であった、第11軍は42kmほど敵陣を突破し、ロシア軍と相対したが、前線のロシア軍は戦いが始まると同時に重砲が爆発してしまう有様だった。
ロシア軍最高司令官ニコライ・ニコラエヴィチはドイツ軍がロシア軍と相対したからといって攻撃の意図を持っているとは限らないことを学んでいた。5月1日中央同盟軍の重砲が絶え間ない銃撃を開始した。続けて午前6時には砲撃を開始し、午前9時には榴弾砲も加わった。この砲撃の特に恐ろしい点は爆発があった箇所から半径10m以内の兵を殺害できる点である。ロシア軍陣地には、せいぜい排水溝よりましな塹壕しかなかったため、容易に突破され、有刺鉄線も砲撃の爆破によって吹き飛ばされた。マッケンゼンは局地的な反発にもかかわらず、全戦線において前進を命令した。そのため、毎日どの部隊も最小限の距離しか前進しなかった。ロシア軍が押し返されているときに、敗走している軍を束ねて反撃しても、ただ損害が増えるだけであった。
ドミトリエフは突破口に迅速に2個師団を送り込んだが、彼らが最高司令部に戦況を報告する前より早く完全に無力化されていた。5月3日にニコライ・ニコラエヴィチは新たに3個師団を増援として送り、第一戦部隊の限定的な撤退を支援した。ドイツ軍の前途にはワイロカ川という地形的な障害があったが、橋を確保することで渡河できた。5月5日までにロシア軍防衛線を3箇所で突破し、5月9日には全ての部隊が目標地点に到着した。ニコライ・ニコラエヴィチは限定的な撤退を認めたが、さらに後方まで撤退して防衛線を構築することは拒否した。ロシア軍の反撃は堤防沿いで行われたが、実行した兵士の装備は手榴弾と棍棒のみという部隊もあった。オーストリア＝ハンガリー第3軍と第4軍はカルパティア方面へと圧力をかけようとしたので、ロシア軍はその兆候を察知した時点で撤退を開始した。5月12日のプレスの会議でマッケンゼンはサン川方面への前進を継続し、東への橋頭堡を確保しようとした。攻勢を続けるために軍隊のきめ細かい補給が必要であった。負傷兵の救護や、大砲や弾薬やその他のあらゆる物資を前線に届ける必要があった。また前進するに従い、後方の鉄道網の修繕は必要だった。攻撃は、準備砲撃の後に再開された。
マッケンゼンの軍集団がサンまで前進したとき、ドイツの鉄道網から150km以上離れていた。これ以上進軍するためには占領した地域の鉄道が復旧する必要があった。5月16日にサンに橋頭堡を形成した。サンの東には44の要塞に守られたプシェムィシルがあった。5月30日にドイツ第11軍の大砲はこのプシェムィシルの要塞に対して、砲撃を開始した。莫大な数の臼砲はコンクリートを容易に粉砕した。6月1日に歩兵は３つの大きな要塞を占領し、さらにロシアの反撃は失敗した。2日後、ドイツ第11軍はプシェムィシルを奪還し、市民の熱狂的な歓迎を受けた。同日オーストリア第4軍と第7軍はドニエストル川へと向かっているロシア第11軍の側面を攻撃した。
ファルケンハインは消耗したドイツ第11軍を自分の手持ちの最大の戦力にするために、各種代替の人員や物資を補給した。ロシア軍もまた防衛のための戦力を増強していた。ドイツ軍は次の目標を更に100km東にあるリヴィウに定めた。6月13日の攻撃でロシア軍は恐慌状態に陥り後退し始め、6月21日にニコライ・ニコラエヴィチはガリツィア全域の放棄を命じた。6月22日にマッケンゼン傘下のオーストリアハンガリー軍は1日平均5.8km行軍し、合計310km進み、リヴィウに入城した。ガリツィアの油田地帯はドイツ海軍にとってとても重要で、この拠点を抑えたことで各種石油製造能力と480000トンの石油を奪取した。
一連の戦闘で、ロシア第3軍は140000人の捕虜をだし、戦闘力の大部分を失った。例として第3コーカサス軍団は4月時点では約4万人の部隊だったが、8000名にまで兵力が減少した。第3コーカサス軍団はサンでのオーストリア第1軍の戦いに投入され、6000人の捕虜と9つの野砲を奪ったが、5月19日までに1師団あたりの兵力は900名まで減少した。

## 結果

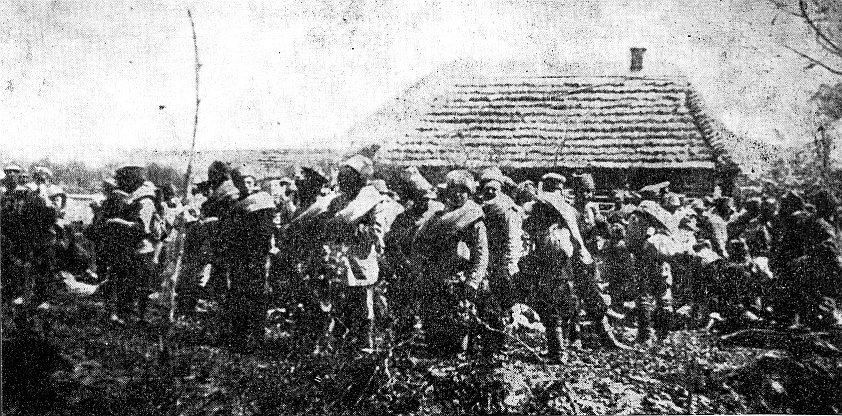
ゴルリッツ＝タルヌフ攻勢の後のロシア人捕虜

ドイツ第11軍はヴィスワ川とブク川を守りながら北のブレスト・リトフスク方面へと進軍すべきだとゼークト将軍は提案した。ヒンデンブルクとルーデンドルフは第10軍とニーマンの新しく創設された軍をヴィリニュス方面へと向かわせ、カウナスを奪取すべきだという提案に同意した。ヴィリニュスとブレストの間にいるドイツ軍はポーランドからロシアへつながる全ての主要な鉄道を切断しようとした。ポーランドにいたロシア軍は突出していたが、これは包囲殲滅のされる可能性を持っており、もしこの戦力が失われた場合、停戦条約を持ちかけることまで考慮しなければならなかった。フォルケンハインはポーランドの戦線での秩序だった攻撃の代わりに大胆な計画を採用することを決めた。
ロシア軍最高司令官ニコライ・ニコラエヴィチはドイツ軍の攻勢の圧力に押され、ガリツィアとポーランドの突出部から逃れ、戦線を一直線にしようとし、その間に武器などの物資を手に入れる時間を稼ごうとした。この大きな動きは1915年の大撤退として知られている。ワルシャワは8月5日にはドイツ第12軍の手に落ちることになり、8月の終わりにはポーランド全域がオーストリア・ハンガリー帝国とドイツの手に落ちることになった。
この戦いの勝者であるドイツは講和会議を開こうとロシアに呼びかけたが、ニコライ2世は参加することを拒否した。彼は連合国と結んだ条約に含まれる単独講和の禁止事項を忠実に守ろうとしていた。ニコライ2世はニコライ・ニコラエヴィチ大公を解任し、多くの臣下や皇族が反対したにもかかわらず、自らを国軍最高司令官に任命した。